# Flygolyckan i München

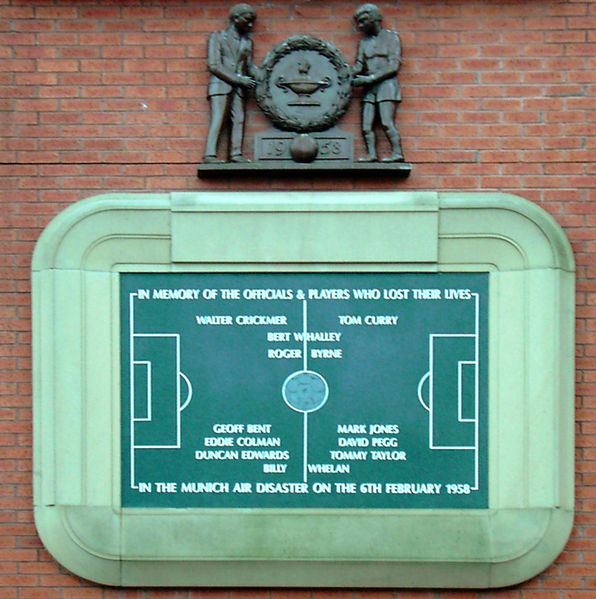
Minnesplatta vid Old Trafford.

Flygolyckan i München inträffade 6 februari 1958, då ett flygplan chartrat av fotbollsklubben Manchester United havererade vid start från Münchens dåvarande flygplats Riem.
Planet flögs av British European Airways och var av typen Airspeed Ambassador. Ombord fanns 44 personer; Manchester Uniteds fotbollslag, ledare, journalister med flera, som var på väg hem efter en bortamatch i Europacupen mot Röda Stjärnan Belgrad. Planet mellanlandade för tankning i München, där det misslyckades att lyfta och kraschade in i intilliggande byggnader.
Även om skulden till olyckan ursprungligen lades på piloten, visade det sig senare ha orsakats av uppbyggnaden av snöslask mot slutet av landningsbanan, vilket gjorde att flygplanet plötsligt tappade fart och därmed inte hann uppnå tillräcklig hastighet för att lyfta innan landningsbanan tog slut.
23 personer omkom. Av dem var åtta spelare i Manchester United. Av de nio överlevande spelarna var de flesta svårt skadade, flera spelade aldrig mer toppfotboll. Klubben skapade ett lag av reserv- och ungdomsspelare, som vann två matcher till i ligan det året.
Med på planet fanns den framtida storspelaren Bobby Charlton och den legendariske tränaren Matt Busby. Det finns tre minnesmärken på Old Trafford, klubbens arena. Det finns två minnesmärken i Tyskland.